# Turkse invasie van Cyprus
De Turkse invasie van Cyprus die begon op 20 juli 1974, was een Turkse militaire invasie van Cyprus, die naar aanleiding van de Cypriotische staatsgreep van 1974 werd uitgevoerd.
Deze staatsgreep was opgedragen door de militaire junta in Griekenland en was georganiseerd door de Nationale Cypriotische Garde in samenwerking met EOKA-B. De Cypriotische president aartsbisschop Makarios III werd afgezet en vervangen door enosis voorstander Nikos Sampson. Het doel van deze staatsgreep was de annexatie van het eiland door Griekenland en het oprichten van de Helleense Republiek Cyprus.
Op grond van artikel 3 van het Verdrag van Zürich en Londen vielen Turkse troepen in juli 1974 Cyprus binnen en veroverden 30% van het eiland voordat een wapenstilstand tot stand kwam. Als reactie hierop werden de 10.000 Turks-Cypriotische inwoners van de enclave van Limassol nog op dezelfde dag overgeleverd aan de Cypriotische Nationale Garde. De Turkse wijk van Limassol werd platgebrand, vrouwen verkracht en kinderen doodgeschoten. De Turkse enclave in Gazimağusa werd onderworpen aan beschietingen en de Turks-Cypriotische stad Lefke werd overspoeld door Grieks-Cypriotische troepen.
Door deze gebeurtenissen op Cyprus stortte de Griekse militaire junta op 23 juli 1974 in en werd vervangen door een democratische regering, waarna de Turken in augustus 1974 circa 40% van het eiland bezetten.
Meer dan een kwart van de bevolking van Cyprus werd verbannen uit het door Turkije bezette noordelijke deel van het eiland, waar Grieks-Cyprioten 80% van de bevolking vormden. Iets meer dan een jaar later in 1975, was er ook een stroom van ongeveer 60.000 Turks-Cyprioten vanuit het zuiden naar het noorden na het conflict, vanwege angst voor de Grieks-Cyprioten. De Turkse invasie eindigde in de verdeling van Cyprus langs de door de VN bewaakte Groene Lijn. In 1983 werd de Turkse Republiek Noord-Cyprus (TRNC) onafhankelijk verklaard, Turkije is echter het enige land dat het erkent. De bezetting wordt als illegaal gezien volgens het internationaal recht en door de internationale gemeenschap; het is tevens een illegale bezetting van grondgebied van de Europese Unie, aangezien Cyprus in 2004 lid is geworden van de EU.